# Wilde Sau
Wilde Sau – taktyka lotnicza, stosowana przez Luftwaffe podczas walki z nocnymi nalotami bombowymi w okresie lipiec 1943 – marzec 1944 roku.

## Zarys
Taktyka Wilde Sau powstała jako alternatywa dla taktyki Himmelbett (łóżko z baldachimem), gdzie nocny myśliwiec był naprowadzany na cel za pomocą wskazań pochodzących z naziemnych stacji radarowych oraz Zahme Sau (oswojona świnia), gdzie nocny myśliwiec był naprowadzany na cel przez kontrolę naziemną. W wypadku braku lub zagłuszenia aparatury radarowej pilot dokona wyboru celów bezpośrednio nad celem nalotu, za pomocą reflektorów przeciwlotniczych, które będą w stanie oświetlać nieprzyjacielskie bombowce na tyle długo, aby mogły zostać zaatakowane. Jej autor, major Hajo Herrmann, zamierzał wykorzystać jednosilnikowe samoloty myśliwskie, które miałyby „szarżować na wroga jak rozjuszone dziki” (stąd pochodzi nazwa).
Sukces alianckiego nalotu na Hamburg z 24 lipca 1943 roku unaocznił słabość systemu Himmelbett. Zrzucone przez alianckie samoloty paski staniolu – tzw. window doprowadziły do unieruchomienia całej niemieckiej sieci radarowej. Powstała natychmiastowa potrzeba znalezienia środków zaradczych.
Eksperymentalna jednostka Herrmanna szybko została rozwinięta do wielkości pułku – Jg 300, a następnie dywizji – 30 dywizja myśliwska (Jg 300, 301, 302; III / Kg 3, którego zadaniem było zrzucanie rac świetlnych nad przelatującymi bombowcami). Największe sukcesy osiągnęła podczas nalotu na Berlin w dniu 23 sierpnia 1943 roku, gdy zestrzeliła około 50 samolotów.
Unowocześnienie aparatury radarowej, m.in. wprowadzenie na wyposażenie dwusilnikowych myśliwców nocnych radaru Lichtenstein SN2, doprowadziło do zarzucenia taktyki Wilde Sau, czego symbolicznym wyrazem było rozformowanie kierowanej przez Herrmanna 30 dywizji myśliwskiej.